# Česká geologická služba

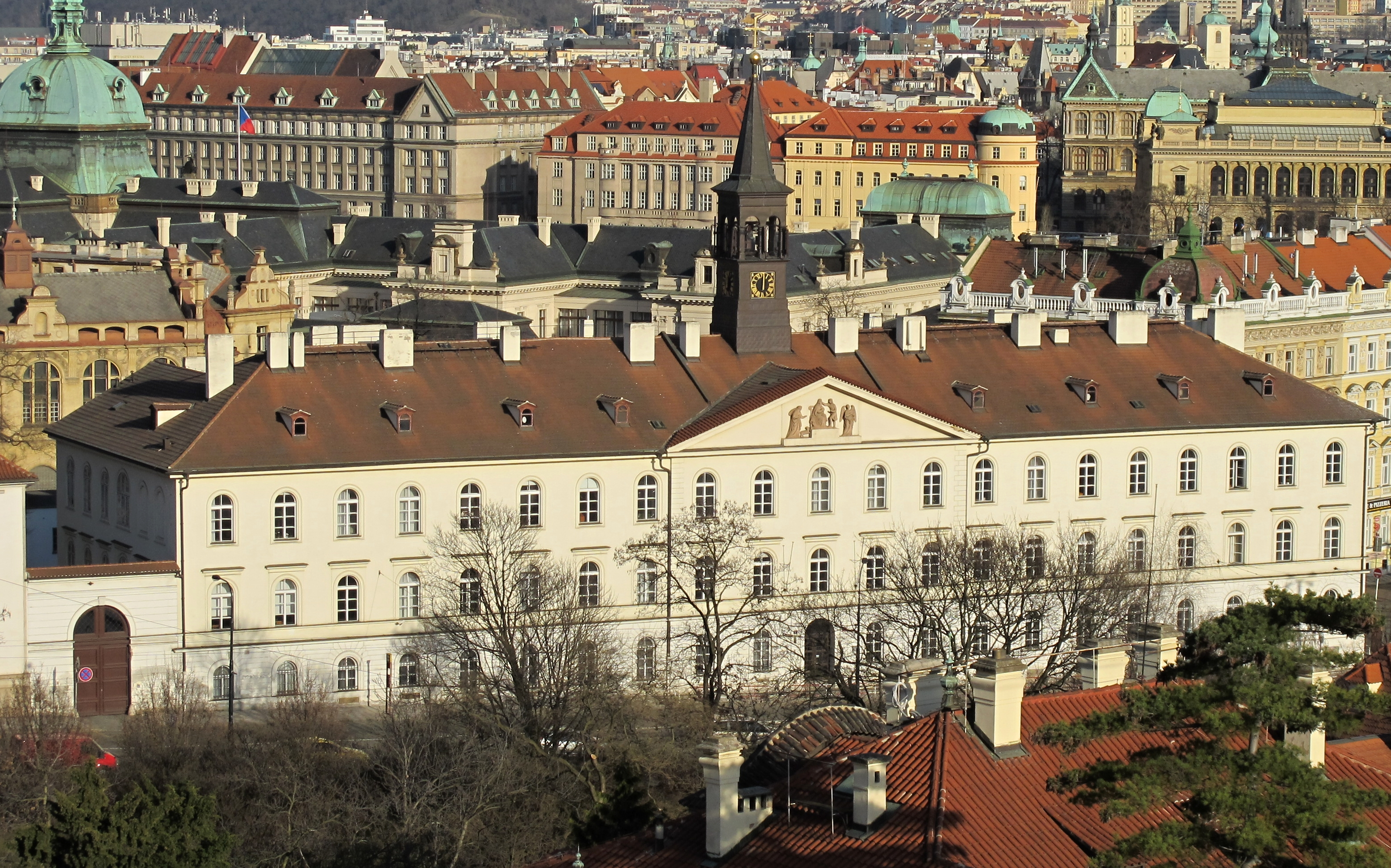
Budova České geologické služby v Praze

Česká geologická služba (dříve Český geologický ústav) je organizací pověřenou výkonem státní geologické služby v České republice.
Zřizuje ji ministerstvo životního prostředí a její činnost zahrnuje základní i aplikovaný geologický výzkum a tvorbu geologických map ČR. Sbírá a zpracovává informace o geologickém složení území ČR.

## Mezinárodní spolupráce
Česká geologická služba je členem mezinárodních organizací geologických služeb EuroGeoSurveys, FOREGS (Fórum evropských geologických služeb) a ICOGS (Mezinárodní konsorcium geologických služeb).

## Historie
Historie této instituce začíná v roce 1919, tehdy se jmenovala Státní geologický ústav republiky Československé. Později působil pod řadou názvů, v letech 1953 až 1990 jako Ústřední ústav geologický, v letech 1990 až 2002 jako Český geologický ústav. Od roku 2002 nese název Česká geologická služba.